# Chathamsnip
De chathamsnip (Coenocorypha pusilla) is een vogel uit de familie Scolopacidae (strandlopers en snippen). Het is een kwetsbare, endemische vogelsoort op de Chathameilanden.

## Kenmerken
Deze snip is 20 cm lang, het is een gedrongen, bruin gekleurde snip met zwarte strepen boven op de kop en verder roodbruin gekleurd met zwarte spikkels en streepjes en bleek van kleur op de borst en buik.

## Verspreiding en leefgebied
Deze soort is endemisch op de Chathameilanden, een tot Nieuw-Zeeland behorende eilandgroep 800 km ten oosten van het Zuidereiland. De vogel broedt alleen nog op een paar kleine eilanden in de buurt van Pitt Island in het zuiden van de archipel, vooral in bossen op de ondergrond in dichte vegetatie.

## Status
De chathamsnip heeft een beperkt verspreidingsgebied en daardoor is de kans op uitsterven aanwezig. De grootte van de populatie werd in 2022 door BirdLife International geschat op 1800 en 2200 volwassen individuen, maar de populatie-aantallen zijn stabiel. De leefgebieden op de grotere eilanden werden in het verleden aangetast door de introductie van ratten en huiskatten die verwilderden. De vogel is daardoor afhankelijk van actief ecologisch beheer op de eilanden die nog vrij zijn van deze predatoren. Om deze redenen staat deze soort als kwetsbaar op de Rode Lijst van de IUCN.